# مقاطعة هاميلتون (تينيسي)
مقاطعة هاميلتون (بالإنجليزية: Hamilton County, Tennessee)‏ هي إحدى مقاطعات ولاية تينيسي في الولايات المتحدة. تأسست سنة 1819، بلغ عدد سكانها 336463 نسمة في عام 2010 حسب إحصاء مكتب تعداد الولايات المتحدة وتصل الكثافة السكانية فيها 219 نسمة/كم2.

## وصلات خارجية
- www.hamiltontn.gov